# داماریس اگورولا
داماریس برتا اگورولا (انگلیسی: Damaris Berta Egurrola؛ زادهٔ ۲۶ اوت ۱۹۹۹) بازیکن فوتبال اهل اسپانیا است.
از باشگاه‌هایی که در آن بازی کرده‌است می‌توان به باشگاه فوتبال زنان المپیک لیون و باشگاه فوتبال زنان اورتون اشاره کرد.
وی همچنین در تیم‌های ملی فوتبال Spain women's national under-17 football team, Spain women's national under-19 football team, Basque Country women's national football team, Spain women's national under-20 football team، و زنان اسپانیا بازی کرده‌است.